# San Zeno Naviglio
San Zeno Naviglio é uma comuna italiana da região da Lombardia, província de Bréscia, com cerca de 3.812 habitantes. Estende-se por uma área de 6 km², tendo uma densidade populacional de 632 hab/km². Faz fronteira com Borgosatollo, Brescia, Flero, Poncarale.

## Demografia
| Variação demográfica do município entre 1861 e 2011                               |
|                                                                                   |
| Fonte: Istituto Nazionale di Statistica (ISTAT) - Elaboração gráfica da Wikipedia |